# Prosoplus latefasciatus
Prosoplus latefasciatus là một loài bọ cánh cứng trong họ Cerambycidae.